# Juillet 2010 en Afrique
Cet article présente les faits marquants du mois de juillet 2010 en Afrique.

## Dimanche4 juillet 2010
Selon l'écrivain et ambassadeur de France au Sénégal, sur le départ, Jean-Christophe Rufin, à une radio sénégalaise (Radio Futurs Médias), le secrétaire général de l'Élysée, Claude Guéant, « est très influent sur les questions africaines », tandis que le ministère des Affaires étrangères est « complètement marginalisé », affirmant : « Je suis non pas amer mais un petit peu déçu par rapport aux espoirs que nous avions en 2007. Je pensais sincèrement que nous entrions dans une période de rupture — c'est ce qui avait été dit — avec des pratiques du passé […] Ce qui me déçoit un peu, c'est de voir que le Quai d'Orsay a été complètement marginalisé sur les questions africaines, complètement ! […] Bernard Kouchner est obligé d'avaliser beaucoup de décisions qu'il ne prend pas, parfois c'est à contrecœur, parfois c'est très difficile ». Selon lui, alors que le président Nicolas Sarkozy, n'est « pas très impliqué sur les questions africaines », il a « laissé une certaine marge de manœuvre à ses collaborateurs […] Mais ce n'est pas le Quai d'Orsay qui a pris la direction des opérations, pas du tout, c'est le secrétaire général de l'Élysée, M. Claude Guéant, qui est très influent sur les questions africaines », mais il « n'est pas forcément un connaisseur de l'Afrique, il traite ces dossiers comme il en traite beaucoup d'autres, à la préfectorale. Mais bon, le Zambèze et la Corrèze, ce n'est pas tout à fait la même chose ».

## Mardi13 juillet 2010
Le président français, Nicolas Sarkozy, annonce aux dirigeants de treize anciennes colonies françaises en Afrique, l'alignement des pensions de tous les anciens combattants, résidant à l'étranger, quelle que soit leur nationalité : « C'est pour témoigner de notre reconnaissance indéfectible envers les anciens combattants originaires de vos pays que nous souhaitons les voir bénéficier désormais des mêmes prestations de retraite que leurs frères d'armes français ». Dans une décision rendue le 28 mai, le Conseil constitutionnel avait estimé non contraire au principe d'égalité que les pensions soient différentes, selon que l'ancien combattant réside en France ou à l'étranger.

## Mercredi14 juillet 2010
Treize pays africains, célébrant les 50 ans de leur indépendance, ont envoyé des soldats pour le défilé du 14 juillet à Paris,. Plusieurs ONG ont dénoncé la présence, dans les contingents africains, de « criminels » ou « coupables de violations des droits de l'Homme », ce que l'Élysée a démenti : « Ce n'est pas l'indépendance des pays africains que nous fêtons à travers la présence des forces africaines […] c'est la rénovation en profondeur de nos relations entre ces pays, anciennes colonies françaises et la France ».

## Lundi19 juillet 2010
Union africaine : dans le cadre du programme Paix et sécurité, le président Jean Ping, a nommé Ambassadeurs de la paix plusieurs personnalités africaines afin de soutenir « les efforts de la Commission pour résoudre les conflits et promouvoir la paix sur le continent ». Parmi ces personnalités figurent les musiciens malien et sénégalais Salif keïta et Youssou N’Dour, les prix Nobel de la paix Desmond Tutu et Wangari Maathai et le footballeur ghanéen Michael Essien.

## Dimanche25 juillet 2010
Le président ougandais Yoweri Museveni annonce, à l'ouverture d'un sommet de l'Union Africaine à Kampala, plusieurs « arrestations » de responsables du double attentat du 11 juillet. Il appelle l'Union africaine à « agir de concert pour chasser d'Afrique » les « terroristes » islamistes étrangers « qui peuvent et doivent être vaincus » ajoutant « qu'ils repartent en Asie et au Moyen-Orient, d'où certains viennent d'après ce que je comprends », faisant ainsi porter plus spécifiquement la responsabilité du double attentat sur les jihadistes étrangers qui ont renforcé ces derniers mois les rangs des insurgés shebab en Somalie. L'UA consacre officiellement ce sommet de trois jours à « la santé maternelle et infantile et au développement en Afrique », mais ce thème est éclipsé par l'actualité immédiate, comme la situation en Somalie et au Soudan.

## Lundi26 juillet 2010
Union africaine : l'exécution, la veille, de l'otage français, Michel Germaneau, place le terrorisme islamiste dans la région du Sahel au cœur du sommet de Kampala qui réunit une trentaine de chefs d'État. Les responsables africains présentent les combattants islamistes comme des étrangers à leur continent, venus notamment d'Afghanistan et du Pakistan, estimant que ces groupes ne partagent pas les valeurs de solidarité et de partage de l'Afrique. Le rôle de certains chefs touareg dans l'enlèvement et la « revente » des otages aux islamistes est avéré.

## Mardi27 juillet 2010
Le président de la Commission des affaires étrangères de l’Assemblée nationale française, Axel Poniatowski, à la suite de son entretien avec le Premier ministre, François Fillon, affirme que la France apportera un « soutien logistique » à des actions militaires de la Mauritanie, du Mali ou du Niger contre Al-Qaïda au Maghreb islamique, sous forme d'une « coopération en termes de formation des armées » de ces pays, et non par l'envoi de militaires.
L'Union africaine annonce avoir recueilli des engagements de la part de ses membres d'envoyer un total de 4 000 hommes en renfort à sa force en Somalie. Les six pays membres de l'organisation est-africaine Igad (Autorité inter-gouvernementale pour le développement) ont promis 2 000, la Guinée un bataillon (environ 800 hommes) et Djibouti s'est également engagé à fournir des renforts au nombre non précisé. La force de l'UA en Somalie est actuellement composée d'un peu plus de 6 000 hommes, 3 500 Ougandais et 2 500 Burundais, et le mandat de l'ONU la concernant prévoit qu'elle soit constituée au maximum d'un peu plus de 8 000 hommes. Selon le président de la Commission de l'UA : au cas où les contributions de ses États membres dépasseraient le plafond maximum autorisé, il y a une demande de relever ce plafond de 8 000 et d'aller peut-être à 15 000.

## Samedi31 juillet 2010
Le ministre français des Affaires étrangères, Bernard Kouchner déclare dans une interview que la France veut avant tout « renforcer ses défenses » au Sahel après la mort de l'otage Michel Germaneau, dont Al-Qaïda au Maghreb islamique (Aqmi) a revendiqué l'exécution : « Ne vous attendez pas à ce que l'on envoie nos légionnaires ou nos soldats sauter dans le désert avec des parachutes bleu-blanc-rouge ! Il ne s'agit pas de ça […] Notre plan c'est d'abord de renforcer nos défenses : de dire aux Français qui résident en Mauritanie, au Niger et au Mali d'éviter les zones dangereuses bien répertoriées, d'être très prudents […], de sécuriser nos ambassades et nos antennes diplomatiques mais aussi nos lycées et nos centres culturels […] Ensuite nous allons poursuivre et renforcer notre lutte contre l'AQMI. Nos militaires forment déjà des forces d'intervention locales, mais cela ne peut se faire qu'avec le soutien - et a fortiori l'accord - des gouvernements locaux […] il n'y a pas aujourd'hui de menace directe pesant sur nos territoires [européens …] mais le danger est réel, Al-Quaïda au Maghreb islamique se nourrit de la pauvreté, de la misère. Elle a recruté des gens qui viennent du monde entier, on dit qu'il y a des afghans [dans les rangs d'AQMI], des yéménites, des militants qui viennent d'Afrique noire. Et elle sous-traite à des criminels locaux certaines de ses actions, comme les enlèvements. Oui, c'est inquiétant ».